# Rhamnus californica
Rhamnus californica är en brakvedsväxtart. Rhamnus californica ingår i släktet getaplar, och familjen brakvedsväxter.

## Underarter
Arten delas in i följande underarter:
- R. c. californica
- R. c. crassifolia
- R. c. cuspidata
- R. c. occidentalis
- R. c. tomentella
- R. c. ursina